# Kakao (drik)
 For alternative betydninger, se Kakao (flertydig). (Se også artikler, som begynder med Kakao)
Kakao er en kold eller varm drik af chokolade eller kakao, mælk eller vand og sukker. Kakao indeholder mange kalorier, mættet fedt og sukker og bør ikke drikkes i store mængder, men kan i moderate mængder være godt for helbredet pga. antioxidanter. Et glas kakao indeholder mere end  et gram antioxidanter.
Den første chokoladedrik siges at være skabt af mayaerne for omkring 2000 år siden, og kakaoen var en vigtig del af aztekernes kultur 1.400 e.Kr. Drikken blev populær i Europa efter erobringen af Mexico i Den Nye Verden. Drikken er forandret siden. Til det 19. århundrede blev kakao brugt som medicin til f.eks. mavesygdomme. I dag drikkes kakao over hele verden og findes lige fra den meget tykke cioccolata densa i Italien til de tyndere varianter i USA og Skandinavien.

## Historie

### Mellem- og Sydamerika (1100 f.Kr. – 1528)
Chokolade er lavet af kakao, de tørrede og noget gærede frø er fra kakaotræet (Theobroma cacao), et 4–8 m højt stedsegrønt træ, der hørte hjemme i Mellemamerikas tropiske områder. Nye, genetiske undersøgelser viser, at plantens mest almindelige genotype også fandtes i Amazonområde. En anden tidlig genotype findes også i dagens Venezuela. Det videnskabelige navn, Theobroma, betyder "gudernes mad". Frugten er æggeformet, 15–30 cm lang og 8–10 cm bred og skifter under modningen farve fra gul til orange og vejer omkring 500 g, når den er moden.
Chokoladerester fundet i krukker fra ruinen Puerto Escondido i Honduras fra ca. 1100 f. Kr. er det tidligste fund af kakaobrug.
En mayagrav fra ruinen Rio Azul i Guatemala havde kar med mayaskrift for kakao og rester af en kakaodrik. Mayaerne anerkendes for at have skabt den første moderne chokoladedrik for over 2.000 år siden. Drikken gennemgik mange forandringer i Europa.
For at gøre den kolde kakao varm malede mayaerne kakaofrøene til en pasta og blandede den med vand, majsmel, chilipeber og andre ingredienser. Så hældte de drikken frem og tilbage mellem et bæger og en krukke, til der opstod tykt skum. Alle mayaklasser drak kakao; de rige drak deres af smukt dekorerede kar.
I 1400-tallet fik aztekerne kontrol over en stor del af Mesoamerika og indførte kakaoen i deres kultur. De forbandt kakao med frugtbarhedsgudinden Xochiquetzal og ofrede kakao til hende. Aztekernes kakao var bitter, skummende og krydret og blev kaldt cacahuaatl ' , der stort set blev lavet på samme måde som mayaerne. Den blev ofte tilsat vanilje, chilifrugt og nødder, og man mente, at drikken kunne bekæmpe træthed. Det skyldtes indholdet af theobromin. Da kakao ikke voksede i det tørre, centrale mexicanske højland og skulle importeres, blev kakao en luksusvare i aztekerriget, og kakaobønner blev brugt som penge.
Europæernes første kontakt til kakaoen opstod, da Montezuma (dengang tlatoani af Tenochtitlan) introducerede Hernán Cortés, den spanske conquistador, for xocolatl i det 16. århundrede. Spanierne kaldte den "chocolatl", og de mente, det var en drik af chokolade tilsat vanilje og andre ingredienser, og som skulle serveres kold. Montezumas hof drak omkring 2000 kopper xocolatl hver dag, og Montezuma drak selv 50.
Fordi sukker fandtes i Amerika, mente man, at xocolatl var en speciel drik. Drikken smagte krydret og bittert. Der var konflikt om, hvem der var de første, som tilberedte xocolatl kold. Dog beskrev Jose de Acosta, en spansk missionær, som boede i Peru og Mexico i slutningen af det 16. århundrede, xocolatl som:
Man kan ikke være bekendt at have skum eller fråde om munden, og at det skal give en ubehagelig smag. Det er indtil videre en drik, der værdsættes af indianerne, og som de giver fine mænd, der rejser rundt i deres land. Spanierne, både mænd og kvinder, som har tilpasset sig landet, er meget grådige efter denne kakao. De siger, at de sorterer den; nogle varme, nogle kolde og nogle tempererede og tilsætter meget af den "chili" deri, som de laver pasta af, og som er god for maven og bekæmper snue. 

### I Europa (1528 – )
Efter at have besejret Montezumas krigere og gjort krav på aztekernes skatte, vendte Cortés tilbage til Spanien i 1528 og bragte kakaobønner og kakaodrikken med sig. På den tid fandtes kun mayaernes bitre kakao. Sød, varm chokolade blev udviklet senere.
Drikken blev populær i Europa. Karl 5. indførte drikken, og det, som dengang kun var kendt som "kakao", blev en moderne drik i den spanske overklasse. Kakao blev medgift, når medlemmer af den spanske kongefamilie giftede sig med andre europæiske aristokrater. På den tid var kakao meget dyr i Europa, da den kun voksede i Sydamerika.
Den første last kakao til Europa kom af kommercielle grunde fra Veracruz til Sevilla i 1585. Den blev stadig serveret som en drik, men europæerne tilsatte sukker for at fjerne bitterheden og erstattede chilifrugterne med vanilje, kanel og andre krydderier. Den søde kakao var nu blevet udviklet og gjorde kakao til en luksusvare blandt de europæiske adelige i det 17. århundrede. Den første chokoladeforretning åbnede i 1657, og kakaoen var stadig meget dyr.
I slutningen af 1600-tallet besøgte Hans Sloane, Royal College of Physicians' formand, Jamaica. Der smagte han chokolade og betragtede den som "væmmelig", men fandt den bedre, når den blev blandet med mælk. Da han vendte tilbage til England, bragte han opskriften med sig og introducerede Europa for kakaomælk.
I 1828 udviklede Coenraad Johannes van Houten den første kakaopulvermaskine i Holland. Maskinen adskilte det fedtede kakaosmør fra kakaofrøene og gav et renere og mindre fedtet chokoladepulver. Dette pulver – som minder meget om vores kakaopulver – var nemmere at røre sammen med mælk og vand og førte til en ny opdagelse: fast chokolade. Ved at bruge kakaopulver og små mængder kakaosmør var det muligt at lave pladechokolade.
Siden har firmaer produceret kakaopulver, så man blot skal tilsætte mælk for at lave kakao. Det verdenskendte mærke Nesquik startede i 1948.

## Navne
Navnet "kakao" kommer fra mayaordet kakaw. Udtrykkene "varm chokolade" og "kakao" blandes ofte sammen, men der er forskel. "Kakao" er lavet af pulver, hvor meget af kakaosmørret er fjernet fra kakaobønnerne. "Varm chokolade" er lavet direkte af pladechokolade, som indeholder kakao, sukker og kakaosmør. Den store forskel på de to er kakaosmørret, som giver den varme kakao et betydeligt lavere fedtindhold, mens den beholder alle de væsentlige helbredsstyrkende dele fra chokoladen.
Varm chokolade kan laves af mørk, halvsød eller bittersød chokolade i mindre stykker blandet med mælk og sukker. Amerikansk varm kakao består ofte af mælkepulver, så det kan laves uden frisk mælk.
I Storbritannien er "varm chokolade" en sød chokoladedrik, som laves af varm mælk eller vand, chokoladepulver, sukker eller mælkepulver. "Kakao" refererer ofte til en drik af varm mælk og kakaopulver som sødes med sukker.

## Brug og producenter
I dag drikkes varm chokolade over hele verden. Der er to hovedtyper - med flere varianter. Den største forskel er, at den ene er tykkere end den anden.

### Nordamerika
I USA er drikken mest populær i den form, som laves af varm vand eller mælk fra en pakke kakaopulver, sukker og tørmælk. Et verdenskendt produkt er Nesquick. Den er den tyndeste. Den er meget sød og dækkes ofte med skumfiduser, flødeskum eller et stykke chokolade. Varm chokolade blev første gang brugt i USA i begyndelsen af 1600-tallet af hollænderne, men første gang kolonisterne begyndte at sælge varm chokolade var omkring 1755. I de amerikanske traditioner forbindes varm chokolade med koldt vejr og vinter i USA, og drikkes sjældent ved måltider.
I Mexico er varm chokolade stadig en populær drik. I mexicansk tradtion består den varme chokolade af halvsød chokolade, kanel, sukker og vanilje. Denne chokolade sælges i tabletter, som kan opløses i varm mælk eller flødeskum og blendes til cremet skum. Den mexicanske varme chokolade serveres sammen med flere slags bagværk kendt som pan dulce og med churros. Her er mærket Ibarra kendt også uden for landets grænser.

### Europa
I Europa er varm chokolade generelt meget tyk, da den laves direkte fra chokoladen. Dog findes der i Storbritannien varm chokolade i en tyndere variant, og her er fair trade-kakaomærket Cocodirect kendt. Europa var det første område, hvor varm chokolade blev populær, og her findes flere varianter af drikken. Blandt de tykke former af varm chokolade, som serveres i Europa, er den italienske cioccolata densa. De tyske varianter er også kendt for at være meget tykke og tunge. Varm chokolade og churros er arbejderens traditionelle morgenmad i Spanien. Den varme chokolade kan være ekstremt tyk og har ofte konsistensen af varm chokolade-budding. Endnu flere varianter findes. I nogle af Belgiens og andre europæiske cafeer bestilles der ved en warme chocolade eller chocolat chaud en kop med flødeskum og en lille skål med søde chokoladechips, som kan opløses i mælken. I England er nogle pulverdrikke ligeså tykke som helt rene chokoladevarianter. Dog findes der i Skandinavien og Nordamerika også tynde udgaver. Heraf er kendte kakaomærker O'boy og Cocio.

## Helbred
Mens varm chokolade generelt drikkes for hyggens skyld, er der også gavn ved at drikke varm chokolade. Undersøgelser har vist, at varm chokolade indeholder store mængder antioxidanter, som styrker helbredet. Kakaobønnen hjælper fordøjelsessystemet. Fra det 16. til 19. århundrede blev varm chokolade benyttet som medicin og drik. Francisco Hernández skrev, at chokoladedrikke hjalp mod feber- og leversygdomme. En anden udforsker, Santiago de Valverde Turices, mente, at varm chokolade var hjalp mod brystkassesygdomme, men kunne i mindre mængder hjælpe mod mavesmerter. Da varm chokolade blev introduceret i Frankrig i det 17. århundrede, blev den brugt for "at bekæmpe vrede og dårligt humør". Det skyldtes nok chokoladens indhold af phenylethylamin. I dag drikkes varm chokolade snarere for hyggens skyld.
På anden side har varm chokolade negative effekter. Den indeholder kalorier, mættet fedt og sukker. Koffein, der er i kakaoen, og som findes i varm chokolade, kan have negative effekter på helbredet.
Forskningen har vist, at indtagelsen af varm chokolade kan gavne helbredet. En undersøgelse fortaget af Cornell University viste, at varm chokolade indeholder flere antioxidanter end vin og te og derfor reducerer risikoen for hjerteanfald. I en enkelt kop kakao, fandt forskerne 611 milligram gallussyre-ækvivalenter og 564 milligram epicatechin-ækvivalenter, sammenlignet med 340 milligram gallussyre-ækvivalenter og 163 milligram epicatechin-ækvivalenter i rødvin, og 165 milligram gallussyre-ækvivalenter og 47 milligram epicatechin-ækvivalenter grøn te. Chang Yong Lee, professor og forsker hos Cornell, som foretog undersøgelsen, sagde, at en større mængde antioxidanter forsvinder, når drikken opvarmes.
Flavonoiderne, som findes i kakao, der bruges til varm chokolade, har også en positiv effekt på helbredet. En undersøgelse foretaget af National Institutes of Health grants and Mars viste, at blodcirkulationen forbedres meget, efter at der blev drukket en flavan-3-ol-rig kakaodrik. I den undersøgelse drak 27 i alderen 18-72 år en kakaodrik, som indeholdt 900 milligram flavan-3-ol hver dag. Det forbedrede blodcirkulationen og entodelcellerne, som linjerer blodkarrene.
Ved senere undersøgelser fandt Norman K. Hollenberg, professor i medicin på Brigham and Women's Hospital and Harvard Medical School, at flavnoider også kan hjælpe blodkarrene med at udvide sig og hjælpe med at få blodpladerne til klynge sig sammen på karvæggene. Flavonoider i varm chokolade er godt for helbredet, da de for det meste beskytter blodkarvæggene mod skader. Flavan-3-ol menes også at kunne reducere opbygningen af blodplader og kan balancere flere sammensætninger kaldet eicosanoid, som kan gavne blodkredsløbet.

### Helbredsrisiko
Der er adskillige negative effekter ved at drikke varm chokolade. Helbredsrisikoernes typer og voldsomhed varierer efter de forskellige drikke. Varm chokolades negative effekter skyldes mest det høje fedt- og sukkerindhold i nogle af drikkene.
På grund af højt indhold af kalorier, mættet fedt og sukker er overvægt og tandproblemer helbredsproblemer ved at drikke varm chokolade. Hovedkilden af mættet fedt i varm chokolade kommer fra kakaosmørret, der findes i varianter lavet af chokolade snarere end kakaopulver. Varm chokolade lavet af mælk indeholder også betydelige mængder fedt og sukker. Forarbejdet kakaopulver indeholder sukker, selv om kakaosmøret er fjernet under forarbejdningen.
Koffein, som findes i kakao, skaber også helbredsproblemer. Varm chokolade indeholder mindre koffein end kaffe. En typisk kop varm chokolade indeholder ni milligram koffein, mens en kop kaffe kan indeholde op til 133 milligram. Koffein er ikke et større helbredsproblem i varm chokolade.

## Chokoladekander
Chokoladekander kan adskille sig fra andre kander ved at have hul til et piskeris i låget.
- Chokoladekande i Empirestil med piskeris (tidligt i 1800-tallet), Salon du chocolat, Paris.
- Chokoladekande i porcelæn med blomster (omkring 1900), Metropolitan Museum of Art, New York.
- Chokoladekande i porcelæn (omkring 1890), Metropolitan Museum of Art, New York.
- Sølvchokoladekande (omkring 1700), Metropolitan Museum of Art, New York.
- Chokoladekande i blåt og hvidt porcelæn (1890-1896), Metropolitan Museum of Art, New York.
- Chokoladekande i sølv (Lille, 1779), Victoria and Albert Museum, London.
- Chokoladepit i porcelæn af porcelænsfabrikken Porsgrund, Norsk Folkemuseum, Bygdø.